# Балканска масница
Балканска масница (лат. Pinguicula balcanica) је вишегодишња инсективорна биљка из породице мешинки. Ова врста је балкански ендемит.

## Опис
Дугуљасти лепљиви листови прикупљени су у основи розете биљке. Цвет је плаво-љубичасте боје са две „усне”, горњом дводелном и доњом троделном, и издуженом остругом.
Цвета од маја до августа, а плодови сазревају од јула до септембра.
Недостатак хранљивих материја у сиромашним земљиштима биљке надокнађују инсективороном исхраном. Привлаче их капљице на његовим листовима, за које се инсекти лепе. Биљка их затим вари отпуштањем посебних ензима.

## Распрострањење
Ендемична је за балканско полуострво, са изузетком подврсте Pinguicula balcanica ssp. pontica која расте у Турској на Улудагу и у близини Бајбурта. Срећемо је у Албанији, Бугарској, Грчкој, Црној Гори, Србији и Северној Македонији. У Србији расте на Старој планини на локалитету Арбиње и Шар-планини на Брезовици (најзначајније популације су у цирковима). У Црној Гори живи на тресетиштима Барног и Модрог језера на Дурмитору. У Грчкој расте на Кајмакчалану, Смоликасу, Грамосу, Северном Пинду и Вардузији. У Северној Македонији живи на Кајмакчалану и Корабу. У Бугарској расте на Рили и Пирину. У Албанији насељава широко подручје од северозападног дела Албанских Алпа преко Ђалице и Кораба на североистоку и Јабланице на истоку до Грамоса на југоистоку земље.

## Станиште
Расте у субалпском појасу планина на надморској висини од 900 до 2.500 m. на влажним и киселим стаништима. Често се може наћи на планинским тресетиштима, мочварним ливадама, око извора и на влажним стенама.